# Culex sitiens
Culek sitiens je vrsta insekta iz porodice komaraca, koji pretežno živi u priobalnim oblastima istočne Afrike i Madagaskara, jugozapadne Azije, Ostrva Rjukju u japanskom arhipelagu u Istočnokineskom moru (delu Tihog okeana) jugozapadno od Japana, Koreje, severne Australije i Pacifičkim ostrvima.

## Rasprostranjenost
Culex sitiens je široko rasprostranjen u jugoistočnoj Aziji, južnom Pacifiku i Australiji.

## Culex sitiens kao vektor bolesti
Postoje dokazi da je on vektor:
- Virusa Japanskog encefalitis,
- Brugia malayi,  nematoda (okruglog crva), jednog od tri uzročnika limfatične filarijaze kod ljudi na Tajlandu. Naime Culex sitiens se 2009. godine nasovno nastanio na Tajlandu nakon što je cunami pogodio Andamansku obalu, i u južnom delu dugom 954 kilometara, na dva ili tri kilometra od obale u nekoliko novonastalih slatkovodnih lokacija sa slanim močvarama stvorio idealne uslove za masovno razmnožavanje Culex sitiens, kao vektora limfatične filarijaze.[1][2][3][4]

U jugoistočnoj Aziji godišnje se registruje > 50.000 slučajeva obolelih od japanskog encefalitisa. Glavni domaćini arbovirusa izazivača bolesti su ptice, a rezervoari svinje, dok  Culek sitiens primarni vektor u prenošenju bolesti sa životinja na ljude.

## Eradikacija
U cilju eradikacija u mnogim zaraženim područjima započeta je programom vazdušnog prskanja kako bi pokuša  iskorijenti Culex sitiens. Tretman koji se koristi za uništavanje komaraca naziva se „Vectobac”. On sadrži aktivni sastojak BTI (Bacillus thuringiensis subspecies israelensis). koji je odobren za upotrebu na Novom Zelandu i široko se koristi za kontrolu komaraca.
BTI je biološka supstanca i prirodna bakterija koja se nalazi u zemljištu i nema negativnih efekata na zdravlje ljudi i životinja kao i na život u moru. Ona se široko koristi i za suzbijanje štetočina u oblasti organskog uzgoja povrća i voća.
Preparat u sebi sadrži spore bakterije Bacillus thuringiensis subspecies israelensis koje proizvode toksine koji specifično ciljaju larve komaraca u njihovim vodenim staništima. Kakose larve moraju aktivno hraniti, one sa hranom unose i biokontrolisano sredstvom, koje se aktivira samo unutar crevnog sitema insekta, izazivajući smrt larvi.

## Literatura
- Van Den Hurk, Andrew F.; Montgomery, Brian L.; Northill, Judith A.; Smith, INA L.; Zborowski, Paul; Ritchie, Scott A.; MacKenzie, John S.; Smith, Greg A. (2006). „The First Isolation of Japanese Encephalitis Virus from Mosquitoes Collected from Mainland Australia”. Am J Trop Med Hyg. 75 (1): 21—5. PMID 16837702. doi:10.4269/ajtmh.2006.75.21..
- Biggerstaff  BJ. PooledInfRate: a Microsoft Excel add-in to compute prevalence estimates from pooled samples. Fort Collins (CO): Centers for Disease Control and Prevention; 2003.
- Hanna, Jeffrey N.; Smith, Greg A.; McCulloch, Bradley G.; Taylor, Carmel T.; Pyke, Alyssa T.; Brookes, Dianne L. (2005). „An assessment of the interval between booster doses of Japanese encephalitis vaccine in the Torres Strait”. Aust N Z J Public Health. 29 (1): 44—7. PMID 15782871. doi:10.1111/j.1467-842X.2005.tb00747.x.
- Soman RS, Rodrigues FM, Guttikar SN, Guru PY. (1977). „Experimental viraemia and transmission of Japanese encephalitis virus by mosquitoes in ardeid birds.”. Indian J Med Res. 66 (5): 709—18. PMID 204576..
- Draffan RDW; Garnett, S. T.; Malone GJ. (1983). „Birds of the Torres Strait: an annotated list and biogeographical analysis.”. Emu. 83 (4): 207—34. Bibcode:1983EmuAO..83..207D. doi:10.1071/MU9830207..
- Bryan, J. H.; O’Donnell, M. S.; Berry, G; Carvan, T. (1992). „Dispersal of adult female Culex annulirostris in Griffith, New South Wales, Australia: a further study”. J Am Mosq Control Assoc. 8 (4): 398—403. PMID 1474387..

## Spoljašnje veze
- „Culex sitiens”. NCBI (језик: енглески)